# セルラー・シンドローム
『セルラー・シンドローム』（泰: วิดีโอคลิป, 英: Video Clip）は、2007年に製作されたタイのホラー映画。

## キャスト
- ケン（ター・バービー）：パウポン・テープハサディン・ナ・アユタヤー
- ミーナ（ナムワーン）：ガームシリ・アーシラルートシリ（日本語吹替: 伊藤静）
- ナッタポン・テーンカセーム
- ワロット・ピタカーノン
- エイミー：スモンラット・ワッタナーセーラーラット